# Veturius transversus
Veturius transversus là một loài bọ cánh cứng trong họ Passalidae.